# Cylinderros
Cylinderros (Pachycerianthus multiplicatus) är en korallart som beskrevs av Oscar Henrik Carlgren 1912. Cylinderrosen ingår i släktet Pachycerianthus och familjen Cerianthidae. Arten är reproducerande i Sverige. Inga underarter finns listade i Catalogue of Life.
Dess mjuka bas och största delen av stammen ligger nere i leran. Den stora tentakelkronan är vid med flera smala och bruna tvärränder på varje tentakel. Tentaklerna är många och ganska smala. De närmast munnen är mycket kortare, och dessa lyser i ultraviolett ljus. Cylinderrosen fångar räkor och plankton med de nässelcellsförsedda tentaklerna som vid beröring drar ihop sig mot munnen.
Cylinderrosor lever relativt glest på djupa lerbottnar från 25 m djup och neråt. De hittas ofta i samma miljö som havskräftor och större piprensare.